# Karl Waitz von Eschen
Karl Sigismund Freiherr Waitz von Eschen (* 8. November 1795 in Kassel; † 3. November 1873 in Sickte) war ein nordhessischer Rittergutsbesitzer aus dem Haus Waitz von Eschen und Mitglied des Preußischen Herrenhauses auf Lebenszeit.

## Leben

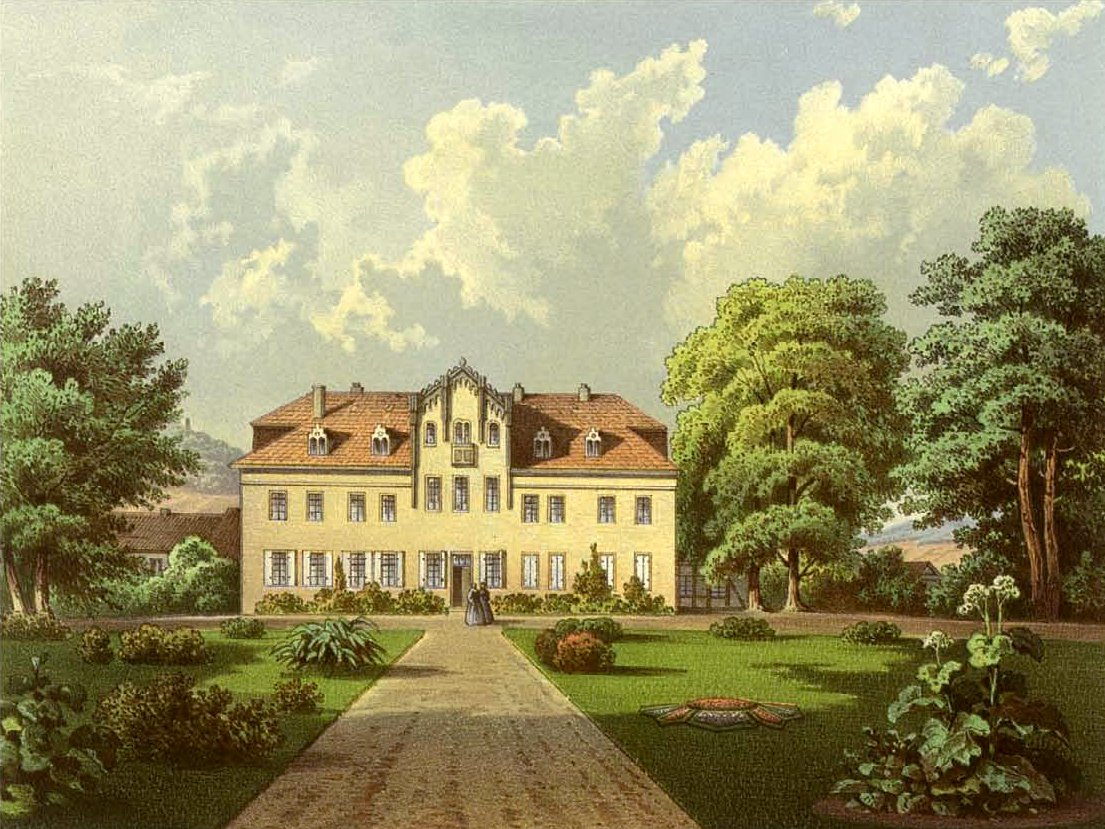
Rittergut Winterbüren um 1860, Sammlung Alexander Duncker

Karl Waitz von Eschen war der Sohn des hessischen Staatsministers Friedrich Sigismund Waitz von Eschen. Er studierte zunächst ab Ostern 1812 an der Universität Marburg. 1813 wechselte er als stud. mont. an die Universität Göttingen und wurde dort Mitglied des Corps Hannovera. Während der Befreiungskriege wurde er als Kurhessischer Freiwilliger Jäger zu Pferd im Gefecht bei Aumetz schwer verwundet und mit dem Orden vom Eisernen Helm ausgezeichnet. 1819 setzte er sein Studium in Marburg fort und wurde dort Mitglied des Corps Hassia. In Marburg erteilten ihm die Universitätsbehörden am 25. Februar 1825 das consilium abeundi, und er musste die Universität verlassen. Er wechselte an die Universität Heidelberg und wurde Mitglied des dortigen Corps Hassia.
Nach Beendigung seiner Studien widmete er sich den Gütern seiner Familie als Herr auf Gut Winterbüren (bei Fuldatal-Rothwesten), Gut Waitzrodt (in Immenhausen) und Hirschberg (in Herborn). Karl Waitz von Eschen war Vizemarschall der Althessischen Ritterschaft. 1830 wurde er als Deputierter der Ritterschaft des Diemelstroms Mitglied in der Kurhessischen Ständeversammlung. 1831 vertrat er Landgraf Carl in der Ständeversammlung, 1836 den Landgrafen von Hessen-Philippsthal-Barchfeld. 1842 und 1845 vertrat er erneut die Ritterschaft des Diemelstroms. 1847 verzichtete er auf ein Mandat, nachdem seine Wahl für die Stadt Kassel wegen seines Ritterstandes beanstandet worden war. 1848 vertrat er zunächst den Landgrafen von Hessen-Philippsthal-Barchfeld, dann die Ritterschaft des Diemelstroms in den Ständen. 1848 war er Mitglied des Vorparlaments. 1852, 1855, 1858 und 1860 war er Vizepräsident der Ständeversammlung.
1850 war er Mitglied des Staatenhauses des Erfurter Unionsparlaments. Er war Kammerherr des Kurfürsten Wilhelm II. und Mitglied im Schönfelder Kreis.
Dem Preußischen Herrenhaus gehörte er seit 1867 als auf Lebenszeit ernanntes Mitglied bis zu seinem Tode an; 1867 wurde er liberal-konservativer Wortführer des Hauses.  Daneben war er 1868 bis 1871 Vorsitzender des Kommunallandtages des Regierungsbezirks Kassel. Er verstarb auf Reisen bei Braunschweig.
Er war verheiratet mit Maria von Bülow (1814–1870). Aus der Ehe ist der Sohn Roderich (1839–1915) hervorgegangen.